# Román Konstantínov
Román Alexándrovich Konstantínov –en ruso, Роман Александрович Константинов– (Belovo, URSS, 15 de agosto de 1983) es un deportista ruso que compitió en halterofilia.
Ganó tres medallas en el Campeonato Mundial de Halterofilia entre los años 2006 y 2009, y una medalla de plata en el Campeonato Europeo de Halterofilia de 2007.
Participó en los Juegos Olímpicos de Pekín 2008, ocupando el quinto lugar en la categoría de 94 kg.

## Palmarés internacional
| Campeonato Mundial | Campeonato Mundial              | Campeonato Mundial | Campeonato Mundial |
| Año                | Lugar                           | Medalla            | Categoría          |
| ------------------ | ------------------------------- | ------------------ | ------------------ |
| 2006               | Santo Domingo (Rep. Dominicana) | Medalla de bronce  | 94 kg              |
| 2007               | Chiang Mai (Tailandia)          | Medalla de oro     | 94 kg              |
| 2009               | Goyang (Corea del Sur)          | Medalla de plata   | 105 kg             |
| Campeonato Europeo |                                 |                    |                    |
| Año                | Lugar                           | Medalla            | Categoría          |
| 2007               | Estrasburgo (Francia)           | Medalla de plata   | 94 kg              |